# Ground Control (Band)
Ground Control war eine italienische Thrash-Metal-Band aus Verona, die 1996 unter dem Namen Deluge gegründet wurde und sich ca. 2010 auflöste.

## Geschichte
Die Band wurde im Mai 1996 unter dem Namen Deluge von den Gitarristen Alessio Garavello und Fabio Cavallaro gegründet, wobei sie anfangs noch 1980er-Jahre-Songs von Metallica und Megadeth coverte. Von 1996 bis 2002 änderte sich die Besetzung mehrfach, ehe die Gruppe im Sommer 2002 in Ground Control umbenannt wurde. Gegen Ende des Jahres begann sie mit dem Schreiben von eigenen Liedern.
Im November 2004 wurde im Remaster Studio in Vicenza das Demo Demo 2k5 aufgenommen. Im Oktober 2005 begab sie sich in dasselbe Studio, um das Debütalbum Insanity aufzunehmen, das zehn Lieder enthält. Das Album erschien 2006 bei Punishment 18 Records. Im November 2007 verließ Garavello aus persönlichen Gründen die Besetzung. Daraufhin begann die Suche nach einem passenden Ersatz. Im Juli 2008 stand die neue Besetzung fest mit Marco Vighini als Sänger, Fabio Cavallaro und Giovanni Scardoni als Gitarristen, Giovanni Raddi als Bassist und Fabio Perini als Schlagzeuger. Nach ein paar Konzerten begann die Band mit dem Schreiben von neuen Songs. Hieraus entstand das Album Dragged, das ebenfalls im Remaster Studio aufgenommen wurde und 2010, wie das Vorgängeralbum, bei Punishment 18 Records erschien. Danach kam es zur Auflösung.

## Stil
Für Raininterror von schwermetall.ch bot Insanity soliden Thrash Metal, wobei er sich durch den Gesang gestört fühlte. Dieser bestehe aus einem „hohen Kreischen“, wobei Garavello „mit seiner Keifstimme stark an Joey Belladonna (Anthrax), allerdings nachdem ihm jemand ganz fürchterlich in die Eier getreten hat“, erinnere. Die Musik variiere „zwischen Poser-Metal, Hardcoreshouts und druckvollen Speed-Gitarren-Leads“. Lord Obirah von heavyhardes.de schrieb in seiner Rezension zu Dragged, dass das Album vor allem gegen Thrash Metal, aber auch gegen Heavy Metal und etwas gegen Hard Rock tendiere. Die Musik klinge abwechslungsreich und klinge stark nach Metallica und Testament, aber auch etwas nach Pantera.

## Diskografie
- 2005: Demo 2k5 (Demo, Eigenveröffentlichung)
- 2006: Insanity (Album, Punishment 18 Records)
- 2010: Dragged (Album, Punishment 18 Records)